# André Néron
André Néron (* 30. November 1922 in La Clayette, Département Saône-et-Loire; † 6. April 1985 in Paris) war ein französischer Mathematiker, der sich mit algebraischer Geometrie und Zahlentheorie beschäftigte.
Néron besuchte ab 1943 die École normale supérieure und promovierte 1951 in Paris bei Albert Châtelet (Problèmes arithmétique et géométriques rattachés à la notion de rang d´une courbe algébrique dans un corps). 1959/60 war er am Institute for Advanced Study und 1962 hielt er Vorlesungen im Grothendieck-Seminar in Paris über sein Néron-Modell. Später war er Professor an der Universität Paris-Süd (Université Paris XI) in Orsay und an der Universität Poitiers. Er starb an Krebs.
Néron ist für sein nach ihm benanntes „Néron-Modell“ (minimales Modell) einer elliptischen Kurve oder abelschen Varietät (der Verallgemeinerung elliptischer Kurven) über einem lokalen Körper K bekannt. Nach ihm ist auch die Néron-Tate Höhe rationaler Punkte abelscher Varietäten benannt und die Néron-Severi Gruppe.
1954 war er Invited Speaker auf dem Internationalen Mathematikerkongress (ICM) in Amsterdam (Valeur asymptotique du nombre des points de hauteur bornée sur une courbe elliptique) und 1966 auf dem in Moskau (Degré d'intersection en géométrie diophantienne). 1983 erhielt er die Émile-Picard-Medaille der Académie des sciences, 1966 den Prix Poncelet und 1970 den Prix Servant.
Zu seinen Doktoranden zählt der Zahlentheoretiker Jean-Louis Colliot-Thélène. Er hatte nur einen weiteren Doktoranden, Gérard Ligozat.